# 東眼山國家森林遊樂區

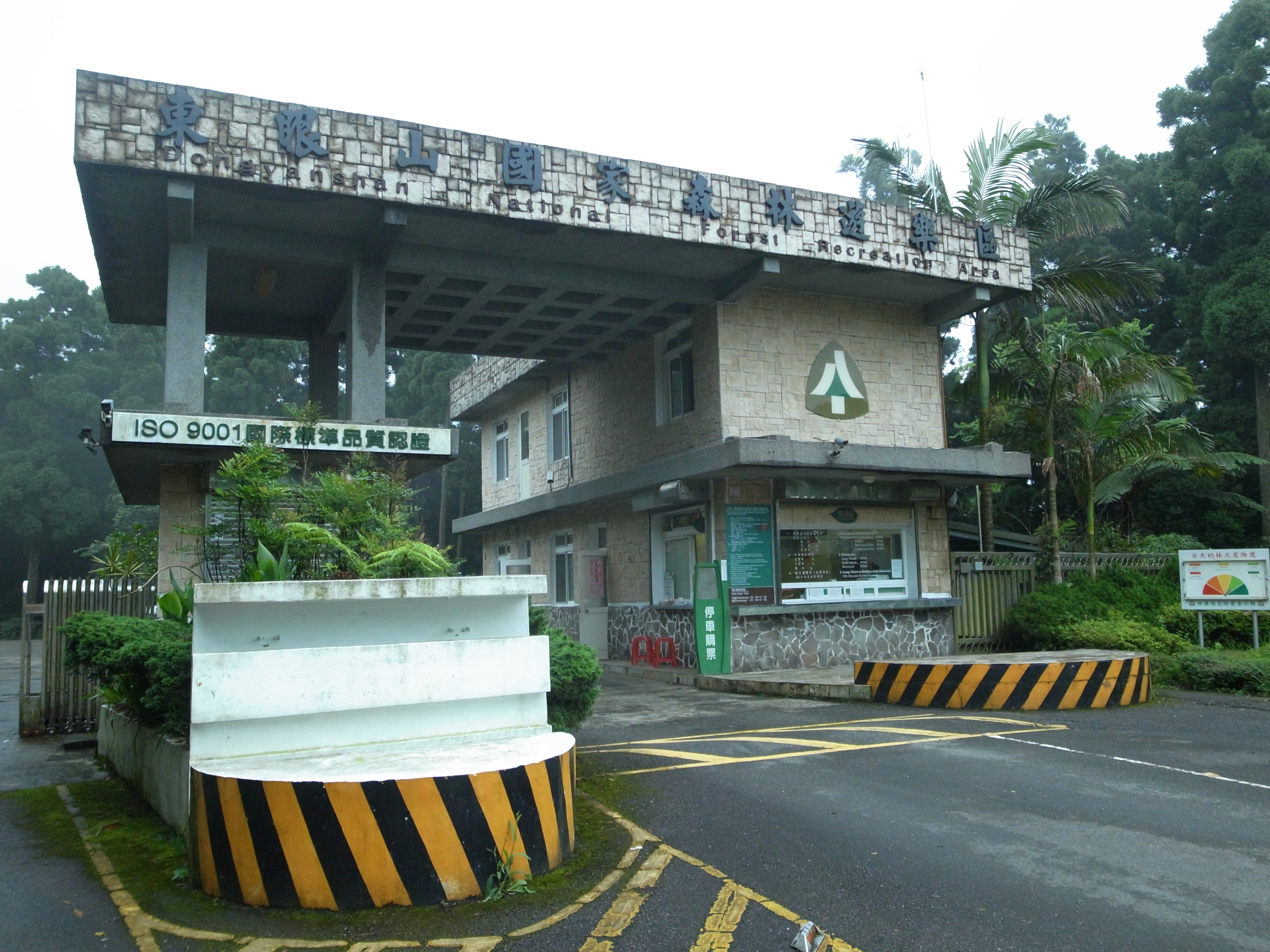
東眼山國家森林遊樂區收費入口

東眼山國家森林遊樂區位於台灣桃園市復興區，因為過去泰雅族大豹群原住民曾在附近建立Tongang部落而得名。管理單位為農業部林業及自然保育署新竹分署。區內有一望無際的柳杉林樹海，鳥類及昆蟲種類豐富，另有海相沈積的地質地形，及三千萬年前的蝦蟹生痕化石等特殊景觀。
東眼山國家森林遊樂區有機會觀賞到灰喉山椒鳥、五色鳥、台灣畫眉等鳥類。

## 自然教育中心
東眼山國家森林遊樂區內設有東眼山自然教育中心，該自然教育中心是台灣林務局所建立的第一個自然教育中心。

## 外部連結
- 東眼山國家森林遊樂區 - 台灣山林悠遊網 （页面存档备份，存于）
- 旅遊資訊 - 國家森林遊樂區 - 東眼山國家森林遊樂區 （页面存档备份，存于）
- 東眼山森林遊樂區 - 桃園觀光導覽網 （页面存档备份，存于）
- 東眼山國家森林遊樂區 - 交通部觀光局 （页面存档备份，存于）
- 東眼山國家森林遊樂區 - 國家森林遊樂區 _ 交通部中央氣象局 （页面存档备份，存于）